# زبان اشوجی
زبان اشوجی یا اشوجو زبانی است داردی که در بخش‌های سوات و کوهستان در استان خیبر پختونخوای پاکستان گویشورانی دارد.